# اوون فالز
اوون فالز (به لاتین: Owen Falls) یک آبشار در اوگاندا است که در Border of Buikwe District and Jinja District, Uganda واقع شده‌است.